# 天褒节孝坊
天褒节孝坊，位于中国广东省揭阳市东山磐东棉浦村，为揭阳市的一个市、县级文物保护单位，类型为古遗址，公布时间为1996年。
天褒节孝坊的历史年代为清代。